# Ministerium für Bau- und Wohnungswesen (Israel)
Das Ministerium für Bau- und Wohnungswesen (hebräisch מִשְׂרַד הַבִּנּוּי וְהַשִּׁכּוּן Misrad ha-Binnūj wə-ha-Schikkūn, englisch Ministry of Housing and Construction) ist ein Ministerium im israelischen Kabinett. Nach den Wahlen am 15. August 1961 zur Fünften Knesset wurde das Ministerium in den Koalitionsverhandlungen zur neuen Regierung unter David Ben-Gurion als Ministerpräsident neugeschaffen. Erster Minister wurde am 2. November 1961 Georg Josephthal von der Partei Mifleget Poalei Erez Jisrael. Nach dessen Tode übernahm Yosef Almogi am 30. Oktober 1962 das Ministeramt. In der Zwischenzeit war David Ben-Gurion kommissarisch Minister.
Bis zur Regierung unter Menachem Begin wurde es als Ministerium für Wohnungswesen (englisch Ministry of Housing) bezeichnet und unter Gideon Patt in Ministerium für Bau- und Wohnungswesen (englisch Minister of Housing and Construction) am 20. Juni 1977 umbenannt. Unter der von Schimon Peres als Ministerpräsidenten geführten Regierung wurde am 10. Oktober 1983 mit Mosche Katzav (Likud) erstmals ein stellvertretender Minister für Bau- und Wohnungswesen ernannt. Nach dem Ausscheiden von Eli Ben-Menachem (Awoda) aus der Regierung Ariel Scharon am 23. November 2005 wurde das Amt des stellvertretenden Ministers nicht neu besetzt.
Vom 18. März 2013 bis 14. Mai 2015 war Uri Ariel von der Partei HaBajit haJehudi in der Regierung Netanjahu Minister. Seit 14. Mai 2015 ist Joaw Galant von der Partei Kulanu in der Regierung Netanjahu Minister.

## Liste der Minister
| Minister              | Partei                         | Regierung                    | Amtsdauer                           |
| --------------------- | ------------------------------ | ---------------------------- | ----------------------------------- |
| Georg Josephthal      | Mifleget Poʿalei Erez Jisraʾel | 10.                          | 2. November 1961 – 23. August 1962  |
| Yosef Almogi          | Mifleget Poʿalei Erez Jisraʾel | 10., 11., 12.                | 30. Oktober 1962 – 23. Mai 1965     |
| Levi Eschkol          | Mifleget Poʿalei Erez Jisraʾel | 12.                          | 31. Mai 1965 – 12. Januar 1966      |
| Mordechaj Bentov      | kein Mitglied der Knesset      | 13., 14.                     | 12. Januar 1966 – 15. Dezember 1969 |
| Seʾev Scherf          | HaMaʿarach                     | 15.                          | 15. Dezember 1969 – 10. März 1974   |
| Jehoschua Rabinowitz  | kein Mitglied der Knesset      | 16.                          | 10. März 1974 – 3. Juni 1974        |
| Abraham Ofer          | HaMaʿarach                     | 17.                          | 3. Juni 1974 – 3. Januar 1977       |
| Schlomo Rosen         | kein Mitglied der Knesset      | 17.                          | 16. Januar 1977 – 20. Juni 1977     |
| Gideon Patt           | Likud                          | 18.                          | 20. Juni 1977 – 15. Januar 1979     |
| David Levy            | Likud                          | 18., 19., 20., 21., 22., 23. | 15. Januar 1979 – 11. Juni 1990     |
| Ariel Scharon         | Likud                          | 24.                          | 11. Juni 1990 – 13. Juli 1992       |
| Benjamin Ben Eliʿeser | ʿAvoda                         | 25., 26.                     | 13. Juli 1992 – 18. Juni 1996       |
| Benjamin Netanjahu    | Likud                          | 27.                          | 18. Juni 1996 – 6. Juli 1999        |
| Jitzchak Levy         | Nationalreligiöse Partei       | 28.                          | 6. Juli 1999 – 12. Juli 2000        |
| Benjamin Ben Eliʾeser | Jisraʾel Achat                 | 28.                          | 11. Oktober 2000 – 7. März 2001     |
| Natan Scharanski      | Jisraʾel baʿAlijjah            | 29.                          | 7. März 2001 – 28. Februar 2003     |
| Ephraim Eitam         | Nationalreligiöse Partei       | 30.                          | 3. März 2003 – 10. Juni 2004        |
| Tzipi Livni           | Likud                          | 30.                          | 4. Juli 2004 – 10. Januar 2005      |
| Jitzchak Herzog       | ʿAvoda                         | 30.                          | 10. Januar 2005 – 23. November 2005 |
| Seʾev Boim            | Qadima                         | 30.                          | 18. Januar 2006 – 4. Mai 2006       |
| Meʾir Schitrit        | Qadima                         | 31.                          | 4. Mai 2006 – 4. Juli 2007          |
| Seʾev Boim            | Qadima                         | 31.                          | 4. Juli 2007 – 31. März 2009        |
| Ariel Atias           | Schas                          | 32.                          | 31. März 2009 – 18. März 2013       |
| Uri Ariel             | HaBajit haJehudi               | 33.                          | 18. März 2013 – 14. Mai 2015        |
| Joʾav Galant          | Kullanu                        | 34.                          | 14. Mai 2015 – 2. Januar 2019       |
| Jifʿat Schascha-Biton | Kullanu                        | 34.                          | 9. Januar 2019 – 17. Mai 2020       |
| Jaʿaqov Litzman       | Vereinigtes Thora-Judentum     | 35.                          | 17. Mai 2020 – 13. Juni 2021        |
| Seʾev Elkin           | Tiqwa Chadascha                | 36.                          | 13. Juni 2021 – 29. Dezember 2022   |
| Yitzhak Goldknopf     | Aguddat Jisraʾel               | 37.                          | 29. Dezember 2022 – amtierend       |

### Stellvertretende Minister
| Mosche Katzav    | Likud                      | 20.,     | 10. Oktober 1983 – 13. September 1984                        |  |  |
|                  |                            |          |                                                              |  |  |
| Abraham Rawitz   | Degel haTorah              | 24.      | 25. Juni 1990 – 13. Juli 1992                                |  |  |
| Alex Goldfarb    | Jiʿud, Atid                | 25., 26. | 2. Januar 1992 – 18. Juni 1996                               |  |  |
| Arje Gamliʾel    | Schas                      | 25.,     | 29. Juli 1992 – 9. September 1993                            |  |  |
| Ran Cohen        | Meretz                     | 25.,     | 4. August 1992 – 31. Dezember 1992                           |  |  |
| Eli Ben-Menachem | ʿAvoda                     | 25., 26. | 8. April 1993 – 18. Juni 1996                                |  |  |
| Meʾir Porusch    | Vereinigtes Thora-Judentum | 27., 29. | 24. Juni 1996 – 6. Juli 1999 4. Juni 2001 – 28. Februar 2003 |  |  |
| Eli Ben-Menachem | ʿAvoda                     | 30.      | 11. Januar 2005 – 23. November 2005                          |  |  |
| Jackie Levy      | Likud                      | 34.      | 14. Juni 2015 – 18. November 2018                            |  |  |